# Roșcani (okręg Jassy)
Roșcani – wieś w Rumunii, w okręgu Jassy, w gminie Roșcani. W 2011 roku liczyła 700 mieszkańców.